# Michel Hiblot
Michel Hiblot (né le 19 avril 1943 à Ézanville) est un athlète français, spécialiste des épreuves de sprint.

## Biographie
Il améliore à deux reprises le record de France du relais 4 × 400 mètres, en 1963 à Enschede et en 1964 à Annecy. 
En 1963, lors des Jeux méditerranéens, à Naples, il remporte la médaille d'or du 400 m et du relais 4 × 400 m.
Il participe aux Jeux olympiques de 1964 à Tokyo et se classe huitième de la finale du 4 × 400 m en compagnie de Bernard Martin, Germain Nelzy et Jean-Pierre Boccardo.